# Strücker Stein

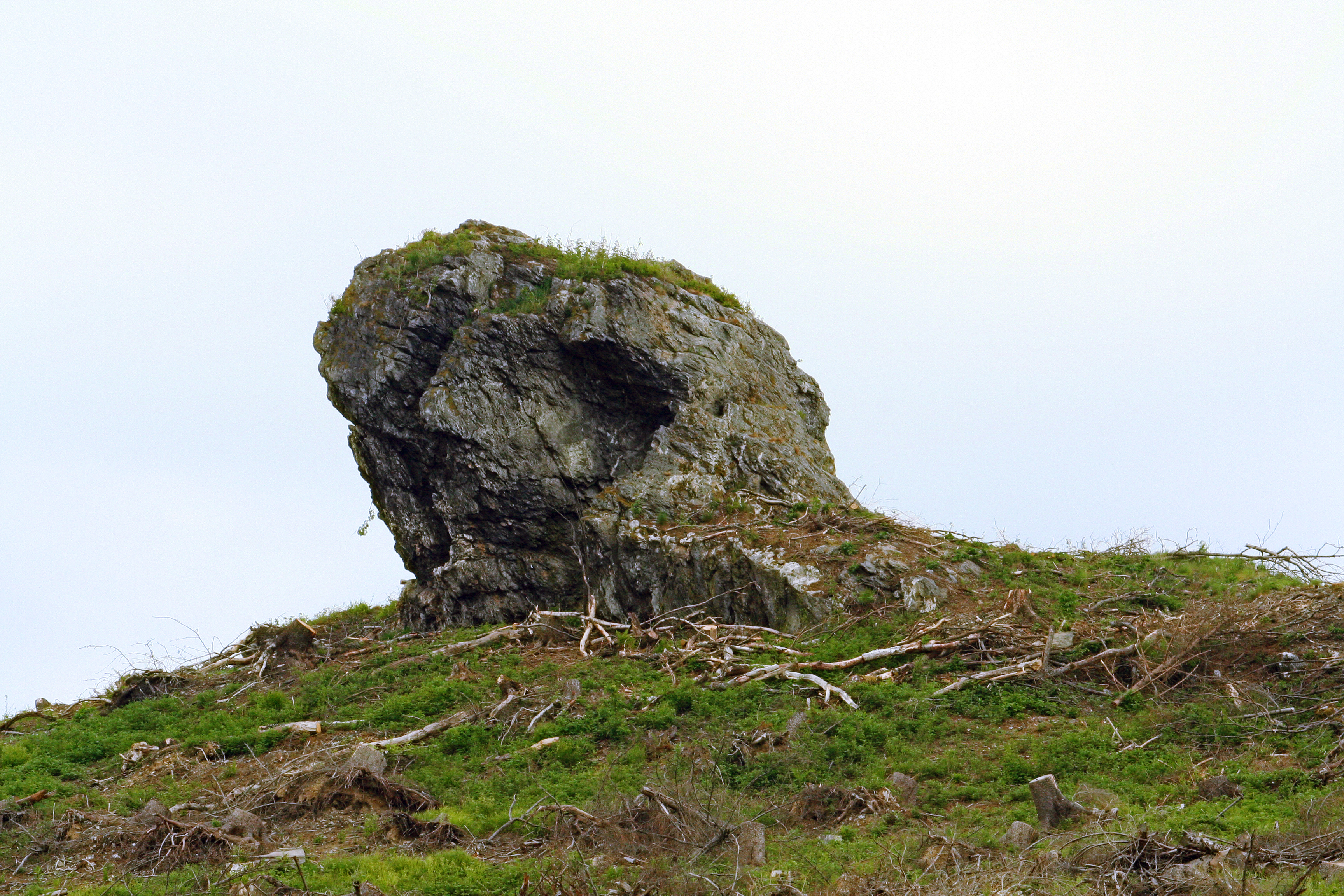
Strücker Stein, 2008

Der Strücker Stein, auch Strüker Stein geschrieben, ist ein 6 m hoher Fels-Monolith ca. 800 m östlich von Olsberg-Assinghausen in Nordrhein-Westfalen.
Der Strücker Stein ist seit 2004 durch den Landschaftsplan Olsberg als Teil des 1,56 ha großen Naturdenkmals „Iberg-Felsen und Strücker Stein“ geschützt. Der Strücker Stein selbst ist auch ein gesetzlich geschütztes Biotop nach § 62 des  Landschaftsgesetzes Nordrhein-Westfalen, mit der Bezeichnung GB-131 und einer Größe von 0,049 ha.
Auf dem Strücker Stein wurde nach Mitte 2008 ein Holzkreuz errichtet. In der nördlichen Teilfläche (Iberg-Felsen) des Naturdenkmals befinden sich alte Pingen (ehemalige Tagebaue des Erzabbaus). Ähnlich wie die etwa 2,5 km nordöstlich gelegenen Bruchhauser Steine diente der Strücker Stein in früheren Jahrhunderten als Kultplatz.
Der Strücker Stein und der ihn umgebende kleine Baumbestand aus Laubbäumen waren früher wegen der sie umgebenden Altfichtenbestände nicht aus größerer Entfernung sichtbar. Seit die Fichten vom Orkan Kyrill im Januar 2007 umgeworfen und die Laubbäume gefällt wurden, ist der 6 m hohe Felsen von weitem, z. B. vom Ruhrtal oder den Bruchhauser Steinen, gut sichtbar.